# Капитолий штата Вашингтон
Капитолий штата Вашингтон (англ. Washington State Capitol) находится в городе Олимпия (англ. Olympia) — столице штата Вашингтон. В нём проводит свои заседания Легислатура Вашингтона, состоящая из Палаты Представителей и Сената штата Вашингтон. В нём также находится офисы губернатора и вице-губернатора Вашингтона.

## История
Первое здание капитолия

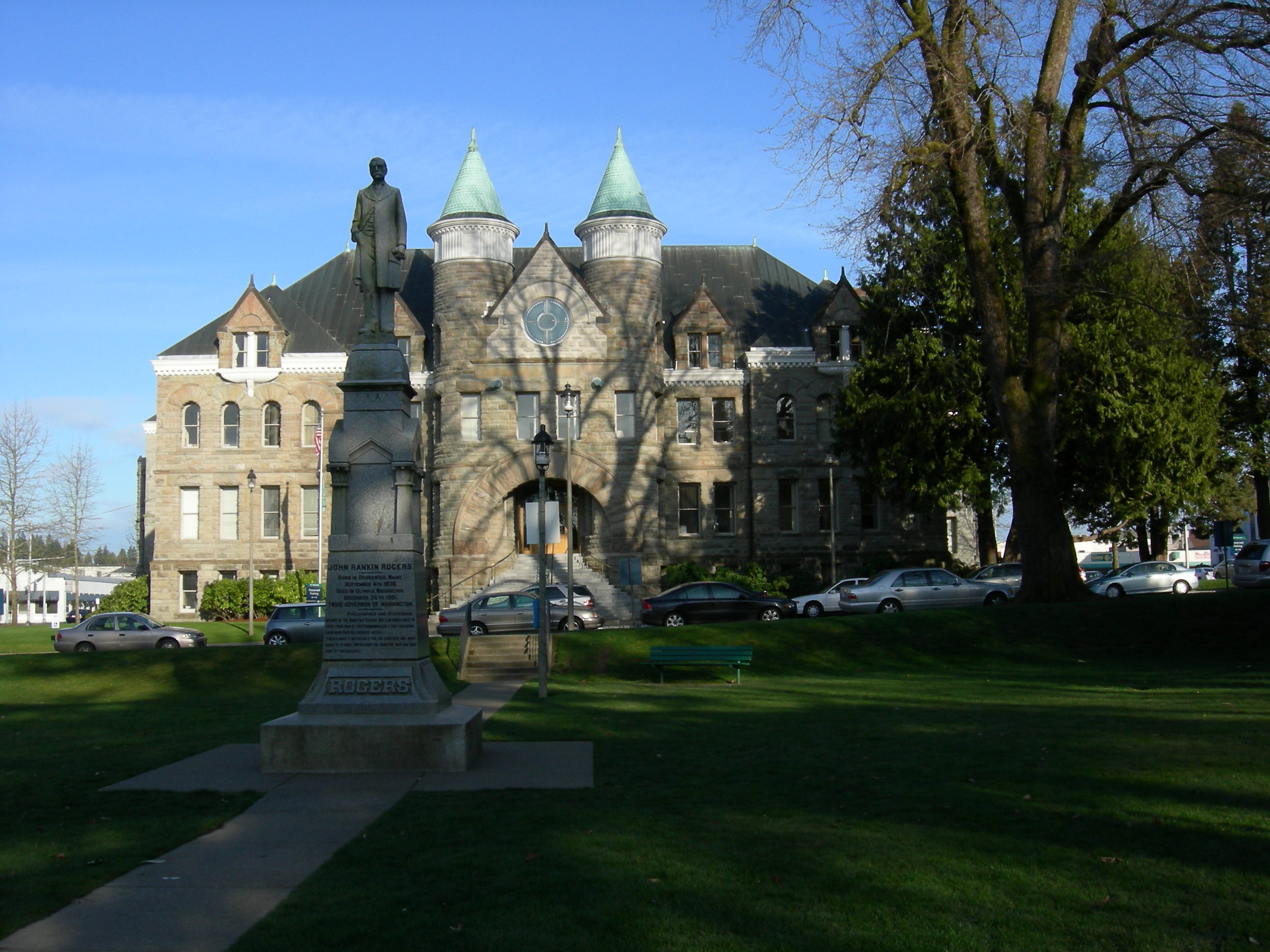
Старое здание Капитолия (Old State House). На переднем плане статуя Джона Роджерса, третьего губернатора штата

После того, как Олимпия стала столицей территории Вашингтон в 1853, основатель города, Эдмунд Сильвестер, дал легислатуре 12 акров (4,9 га) земли, на которой можно построить капитолий, расположенный на холме, рядом с которым будет водоём (в настоящее время известен как Озеро Капитолия). Двухэтажное здание из дерева было построено на территории, где легислатура провела своё первое заседание в 1854. В 1889 президент Бенджамин Гаррисон, одобрив конституцию штата Вашингтон, пожертвовал 132 000 акров (530 км2) федеральных земель с условием того, что доход с них должен будет использоваться исключительно для строительства Капитолия.
Второе здание капитолия
В 1893 легислатура сформировала Комиссию по Капитолию, чтобы контролировать строительство нового Капитолия. Комиссия выбрала план Эрнеста Флэгга. Не успев начаться, строительство было приостановлено в связи с экономическими трудностями. Когда легислатура, наконец, одобрил ассигнование дополнительных фондов в 1897, губернатор Джон Роджерс наложил вето на него. Роджерс защитил покупку существующего Здания суда округа Терстон в центре города Олимпия, известный в настоящее время как "Старый Капитолий". Легислатура одобрила новое местоположение и начала проводить там заседания с 1905.
Третье здание капитолия
Здание суда стало местоположением всех агентств правительства штата, и в течение нескольких лет легислатура пришла к выводу, что здание слишком маленькое. В 1911 была созвана новая Комиссия Капитолия. На сей раз комиссия планировала группу зданий, поэтому и выбрала проект Уолтера Уайлдера и Гарри Уайта. Строительство университетского городка началось в 1912, и Храм Правосудия был закончен в  1920, сопровождаемого Страховым зданием. После многократных пересмотров планов здание легислатуры было закончено в 1928. Дополнительные здания в университетском городке были построены в течение следующих десятилетий. Университетский городок Капитолия был внесён в Национальный реестр исторических мест США в 1974.

## Здания
Кроме расположенных в университетском городке легислатуры и Храма Правосудия, там также располагаются несколько офисных зданий. В университетском городке также расположены мемориалы многих ветеранов.
Печать штата, которая присутствует практически повсюду, в том числе на флаге штата, гобеленах, дверных ручках, была разработана Чарльзом Талкоттом. два цента Джорджа Вашингтона в середине. Бронзовая версия печати находится на этаже ротонды. В течение долгого времени нос Джорджа Вашингтона на ней деформировался, но в настоящее время появление подобного предотвращено.
Здание легислатуры

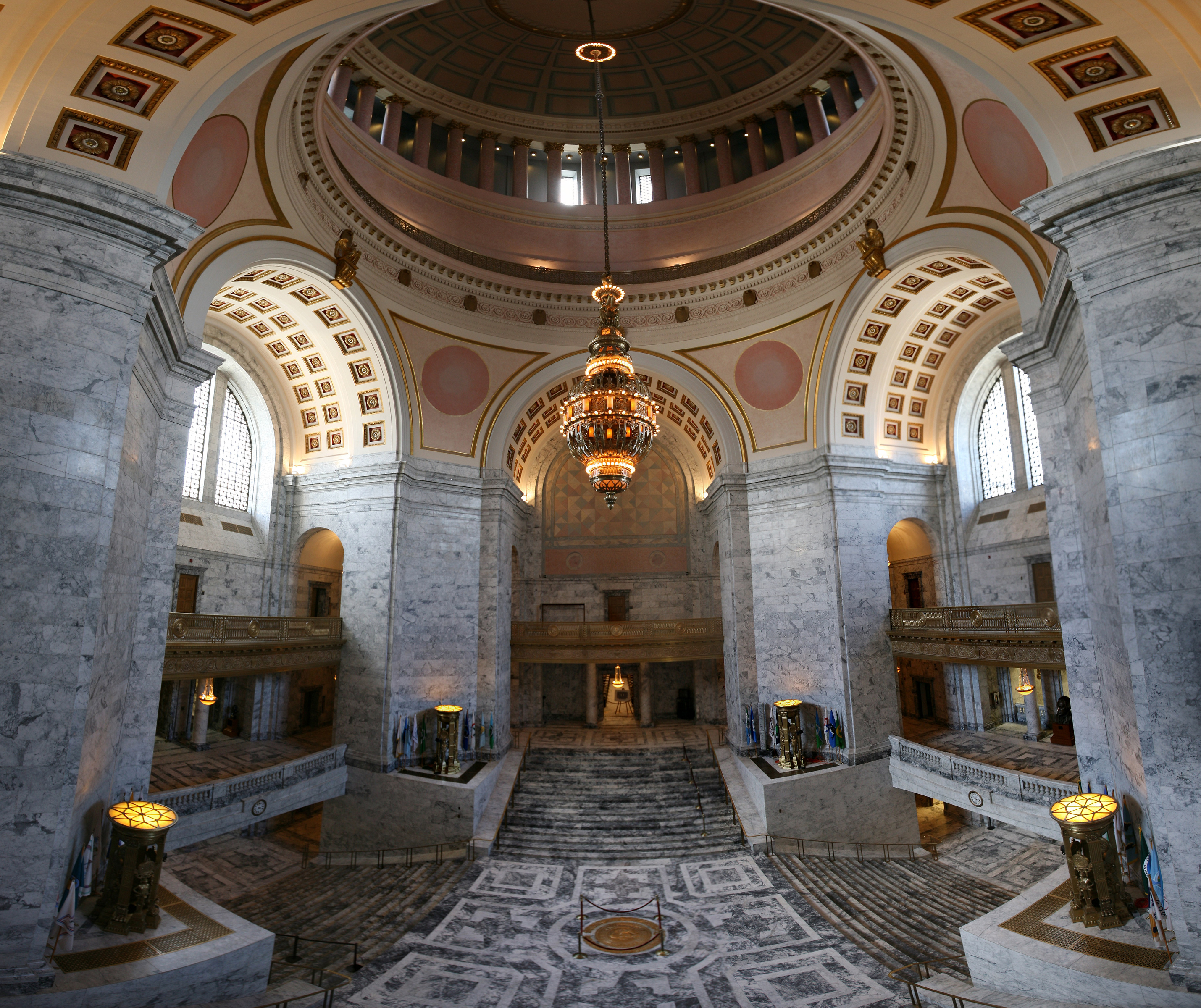
Ротонда здания легислатуры

В здании размещаются палаты Легислатуры штата Вашингтон и офисы нескольких должностных лиц. Это здание - доминанта всей территории Капитолия, с его куполом высотой 87 м., который делает его самым высоким куполом из каменной кладки в США, и четвертым по высоте в мире, превосходят его только Собор Святого Петра в Риме, Собор Святого Павла в Лондоне, и Исаакиевский собор в Санкт-Петербурге. Особенность того, что Вашингтон стал 42-м по счёту штатом США, отображается здесь повсюду — 42 шага приводят к северному входу, и один из четырех флагов США с 42-звездами показан в Комнате Приема штата. Флаг с этим числом звезд никогда не использовался из-за того, что Айдахо был принят в состав США вскоре после Вашингтона.
Здание имеет прямоугольную форму и состоит из кирпича и бетона, а внешне оформлен известняком, добытым в Вилкезоне, Вашингтон. Структура состоит из четырех этажей с куполом в центре, который достигает высоты 87 м. от земли и 53 м. от пола ротонды. Первый этаж занимают офисы. Второй и третий этажи окружены дорическими колоннами и увенчаны карнизом, который окружает здание. Четвертый этаж покрыт остроконечной крышей, которая расположена позади карниза на третьем этаже. На северном фасаде находится вход в портике, созданном восемью коринфскими колоннами. Подобный портик находится и на южном фасаде. Купол окружен четырьмя небольшими куполами из песчаника и молниеотводом. Стены этажей покрыты аляскинским мрамором, а также мрамором из Бельгии, Франции, Германии, Италии, который присутствует в других частях интерьера.
Все лампы в ротонде были сделаны Луи Тиффани, сыном Чарльза Тиффани, основателя Tiffany & Co.. 4,500-килограммовая люстра выше ротонды подвешена на высоте 15 м. от пола 31 м. цепью.
Также в ротонде находится бюст Джорджа Вашингтона. В течение долгого времени его нос становился блестящим из-за того, что посетители потирают его на удачу.
Другие здания

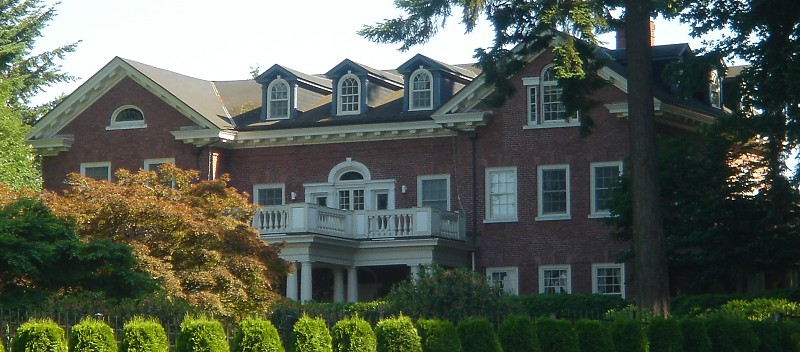
Особняк губернатора

Рядом со Зданием Легислатуры располагается здание Храма Правосудия, в котором заседает Верховный суд штата Вашингтон, а западнее - Особняк губернатора Вашингтона. Построенный в 1908 году, четырехэтажный особняк в нео-колониальном стиле имел предназначение быть временным зданием. В 1973 легислатура приняла решение отремонтировать и реконструировать особняк для того, чтобы разместить там официальную резиденцию губернатора.
Стихийные бедствия

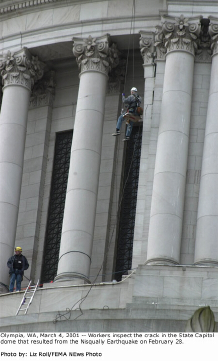
Рабочие осматривают трещину в куполе Капитолия после землетрясения Нисквелли

Три землетрясения затронули Капитолий за всё время его существования. Первое, в 1949, повредило купол купола Здания Легислатуры настолько сильно, что потребовался капитальный ремонт. Землетрясение 1965 года с магнитудой 6,5 оставило кирпичные опоры купола в таком состоянии, что, согласно государственному отчету, они начали разрушаться. Власти штата кардинально модернизировали здание, чтобы предотвратить подобное в будущем. Землетрясение Нисквелли 2001 года нанесло ущерб зданию, включая расколотую опору, но модернизация спасла от более печальных последствий.

## Галерея

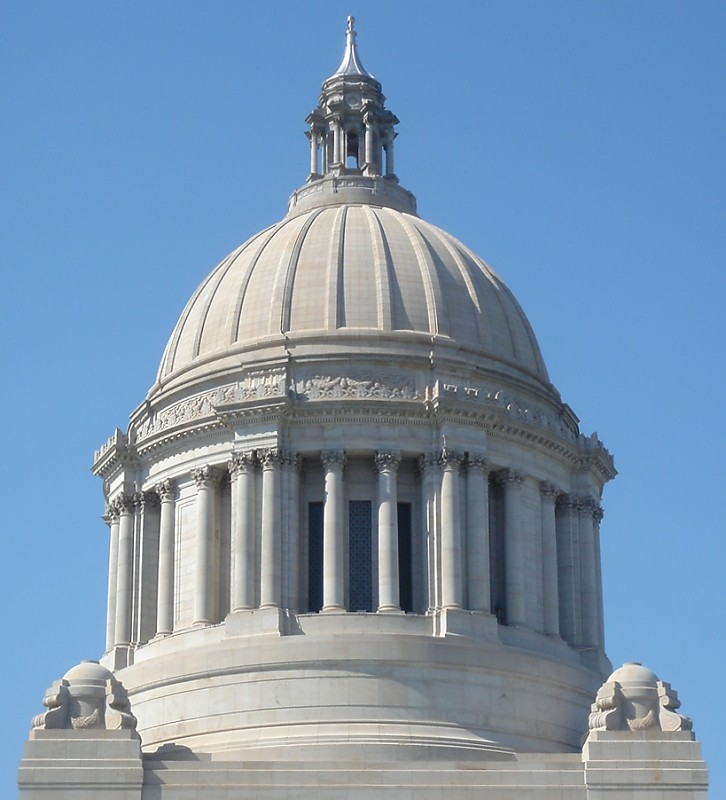
Купол Здания Легислатуры
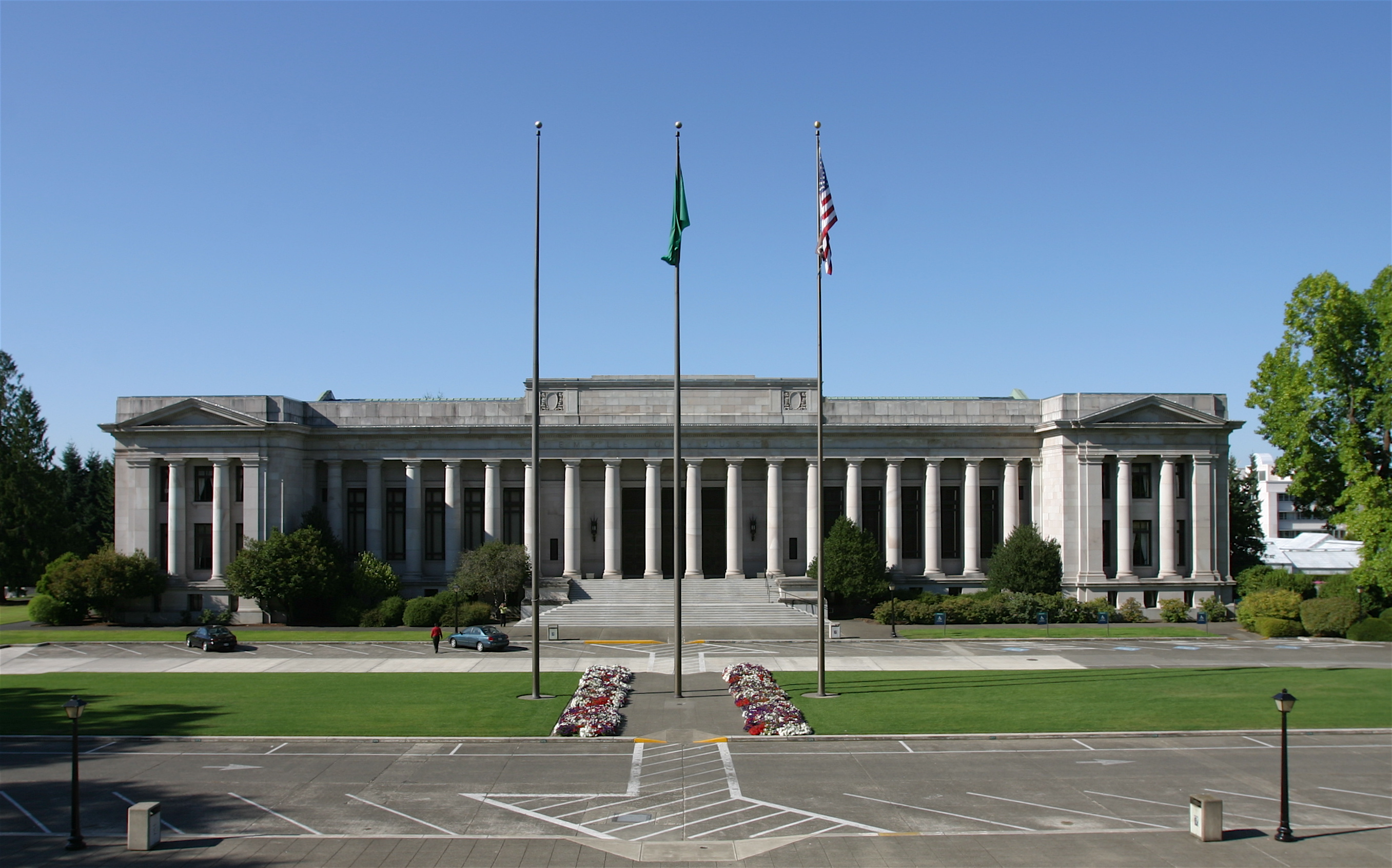
Вид на Храм Правосудия со стороны входа в легислатуру
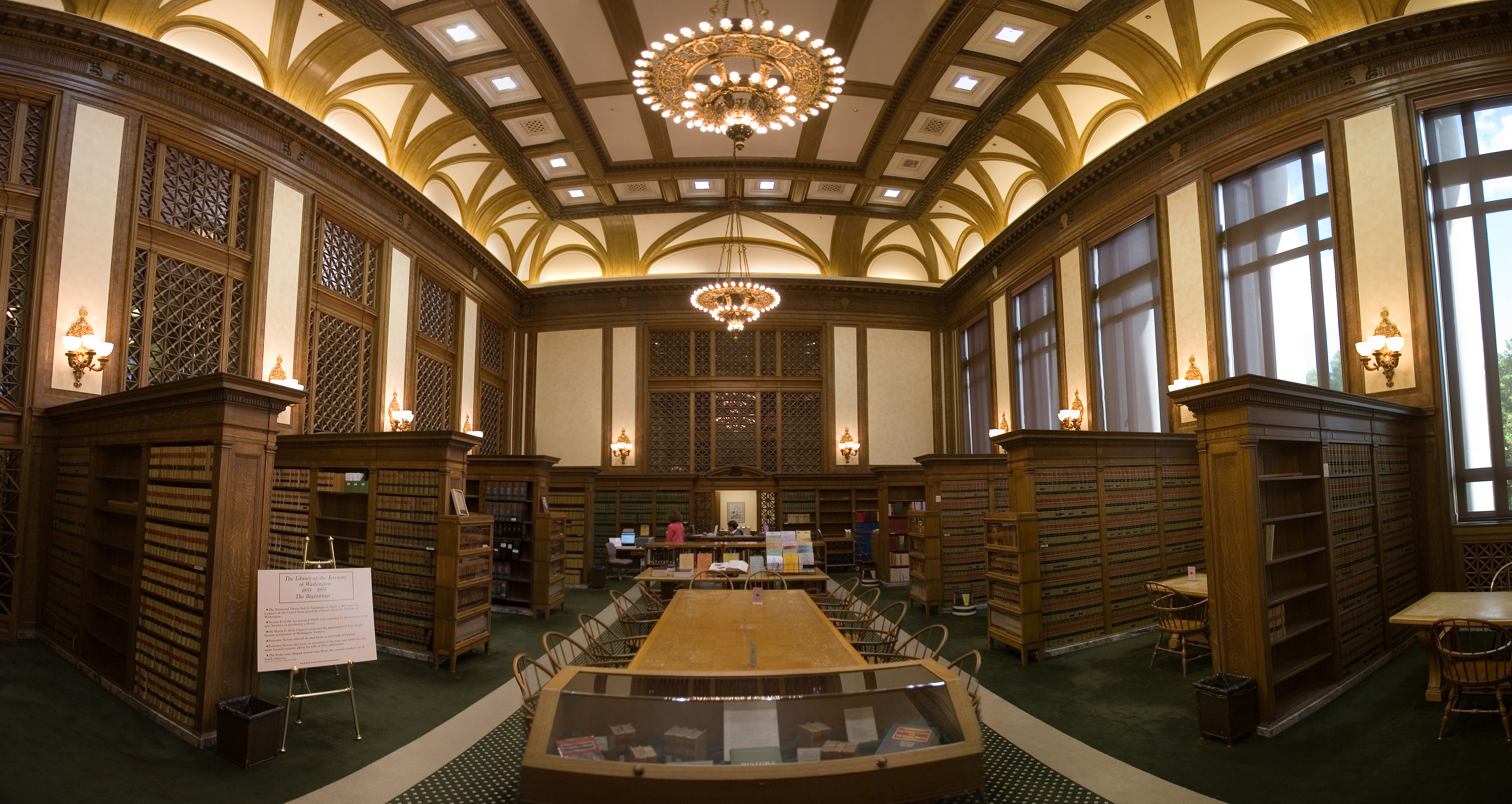
Юридическая библиотека в Храме Правосудия
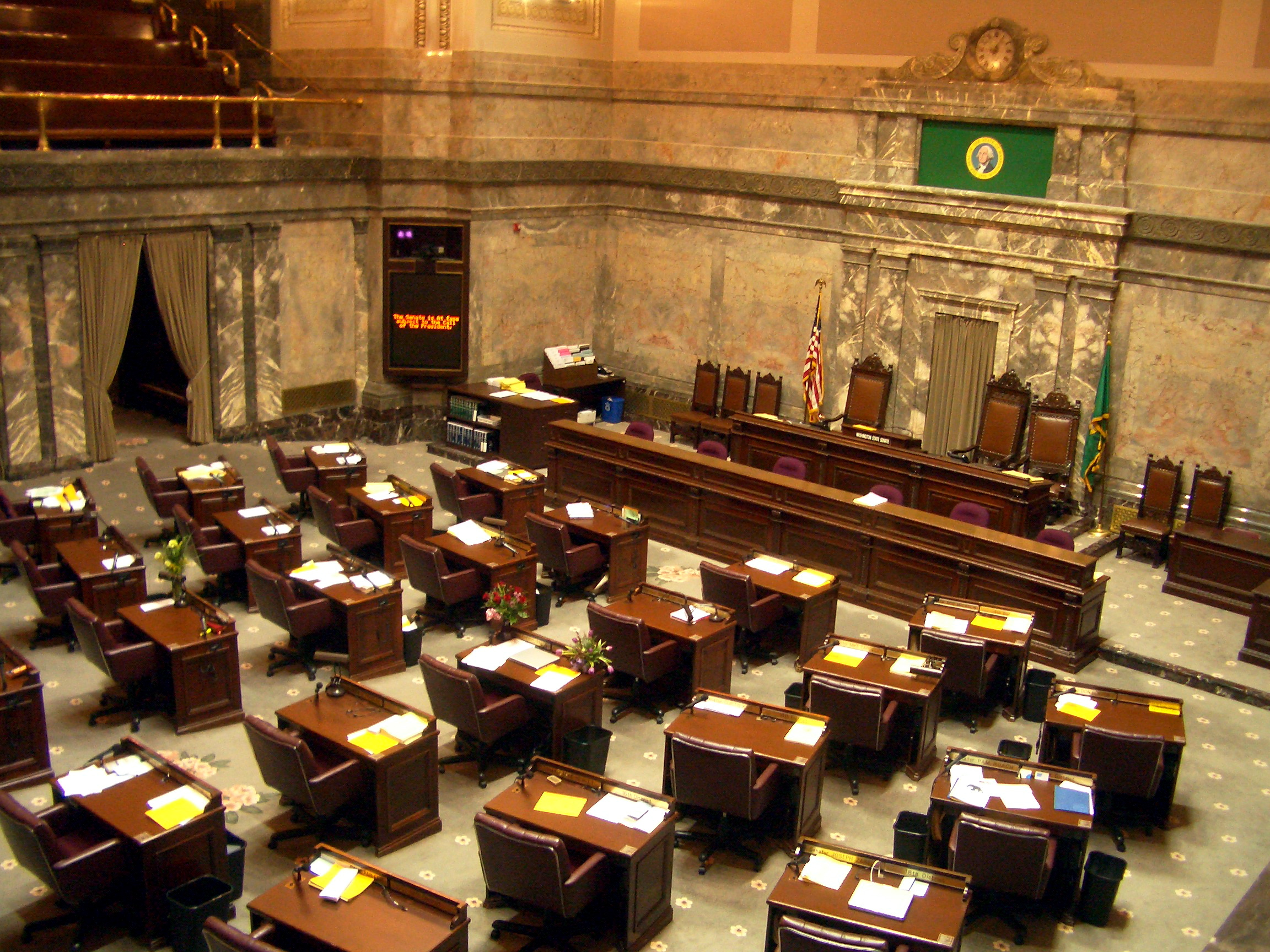
Зал заседаний Сената штата Вашингтон
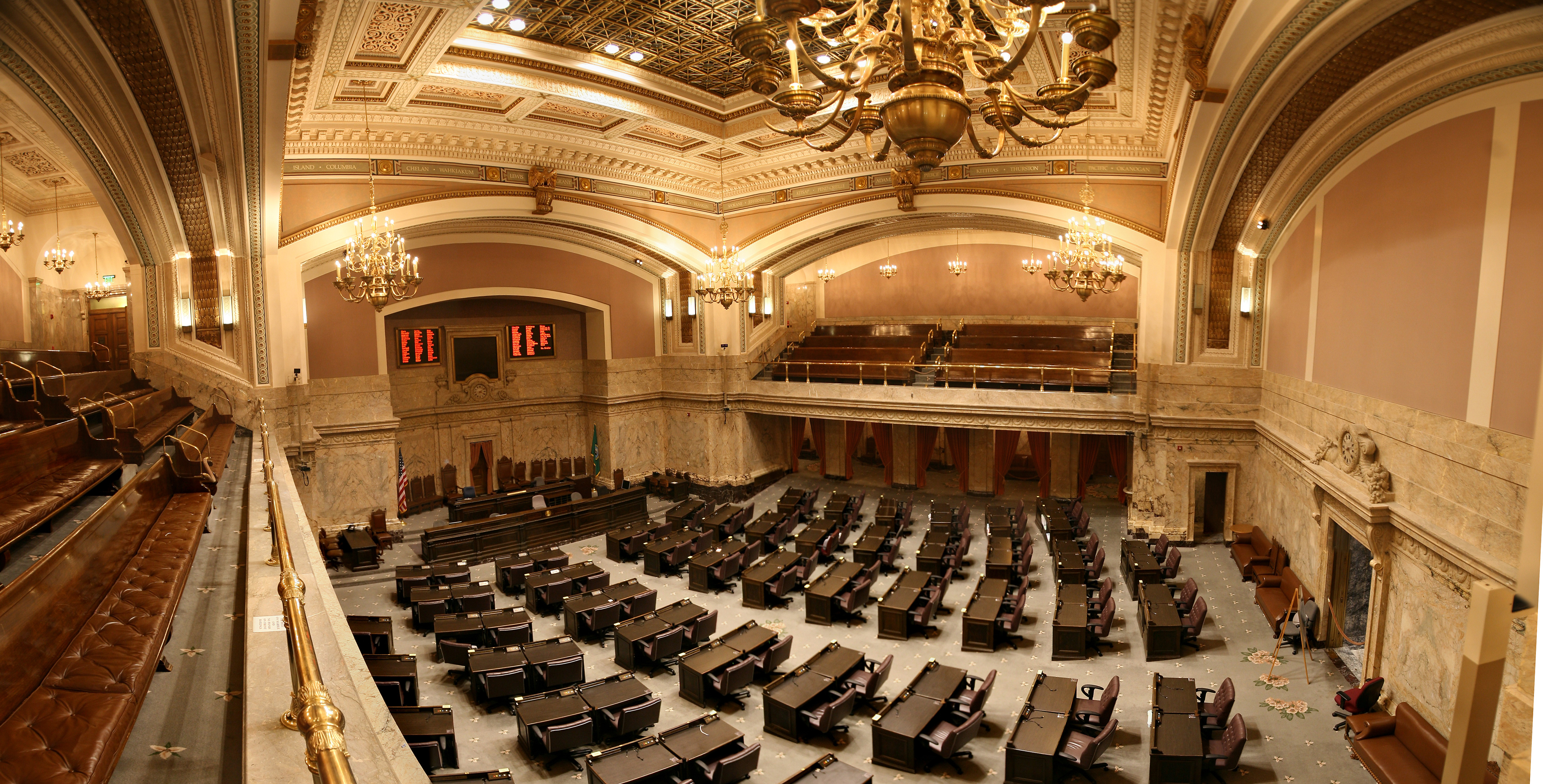
Зал заседаний Палаты представителей штата Вашингтон
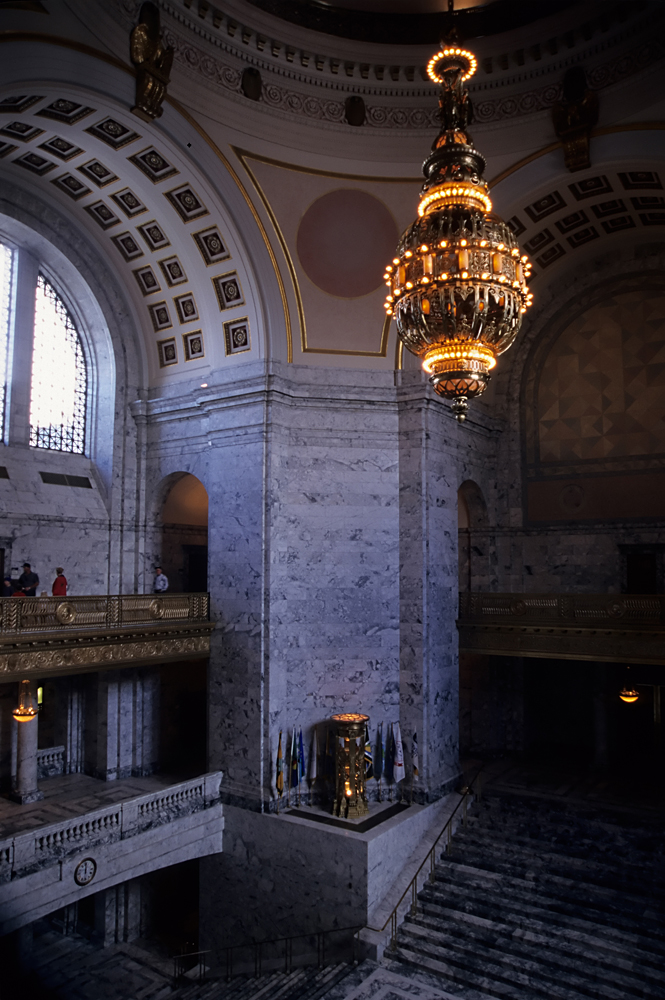
Вид на ротонду и купол
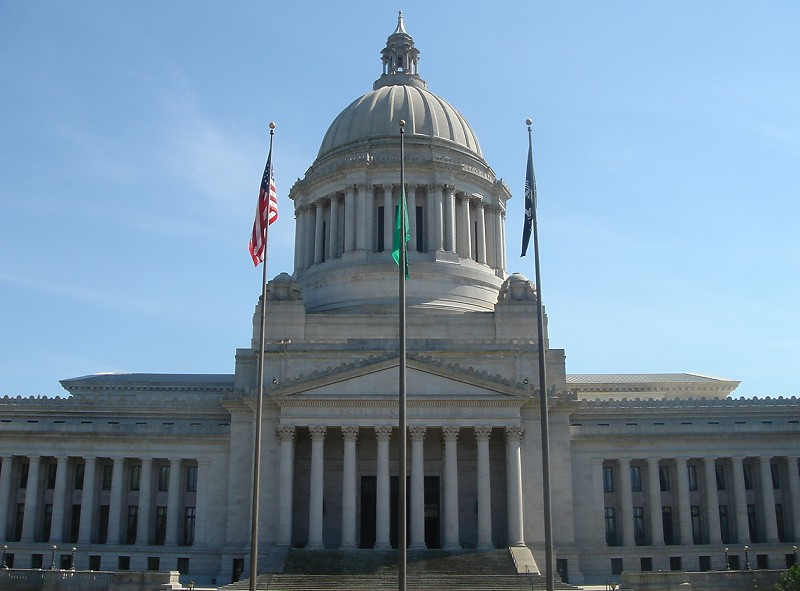
Капитолий штата Вашингтон
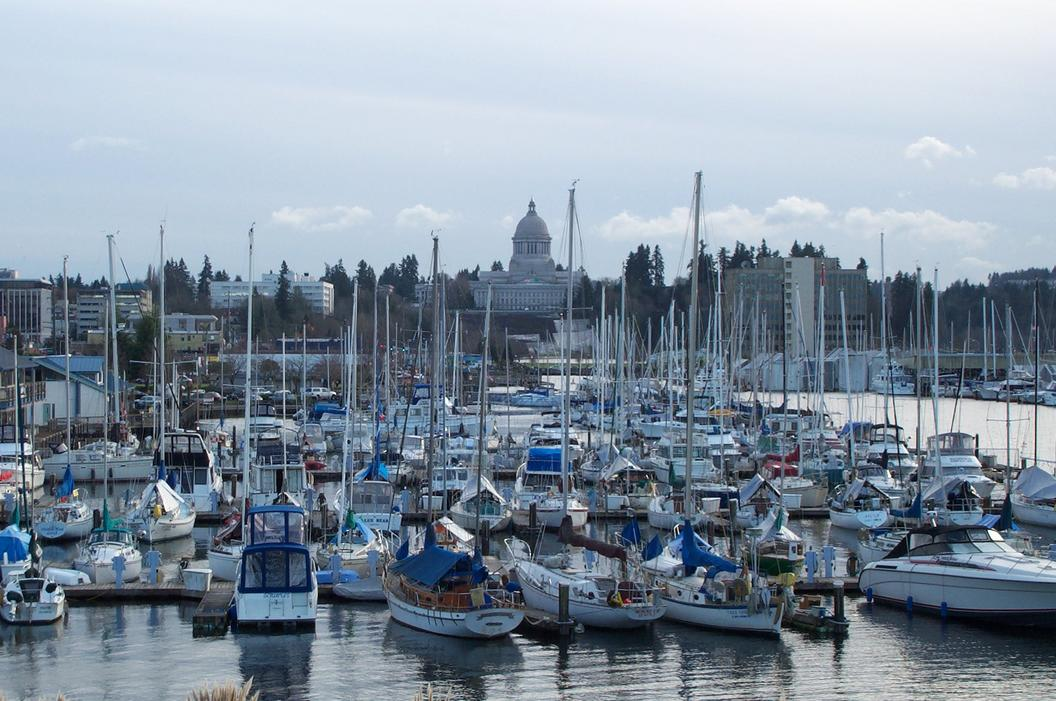
Вид на Капитолий со стороны гавани Олимпии